# وطن (صحيفة)
صحيفة وطن (بالعربية: صحيفة وطن يغرد خارج السرب)
هي صحيفة أسبوعية عربية أمريكية    تصدرها شركة وطن نيوز ذ.م.م.  تأسست في العاصمة واشنطن عام 1990 من قبل الصحفي نظام مهداوي.     وفي عام 1993، أصبح مقر الصحيفة الرئيسي في لوس أنجلوس، كاليفورنيا.  ض 
بدأت "وطن نيوز" كصحيفة شهرية، ثم أصبحت صحيفة أسبوعية مطبوعة.     أطلقت موقعها الإخباري عام 1996. 

## التاريخ
تم إطلاق "وطن" في الأصل كمجلة مطبوعة شهرية في واشنطن عام 1991 على يد ناظم مهداوي. 
بدأت الجريدة كجريدة شهرية، ثم كل أسبوعين، ثم أسبوعية.  